# Шри-Ланка на летних Олимпийских играх 2016
Шри-Ланка на летних Олимпийских играх 2016 года будет представлена как минимум восемью спортсменами в пяти видах спорта.

## Состав сборной
Бадминтон
1. Нилука Карунаратне

 Дзюдо
1. Чхамара Репиялладже

 Лёгкая атлетика
1. Анурадха Курэй
2. Сумеда Ранасинье
3. Нилука Раджасекара

 Плавание
1. Мэттью Абейсингх
2. Кимико Рахим

 Стрельба
1. Мангала Самаракун

## Результаты соревнований

### Бадминтон
Единственную олимпийскую лицензию в бадминтоне сборная Шри-Ланки получила по решению трёхсторонней комиссии.
Одиночный разряд
| Соревнование | Спортсмены         | Групповой этап | Групповой этап | Групповой этап | 1/8 финала | 1/4 финала | 1/2 финала | Финал | Итоговое место |
| Соревнование | Спортсмены         | 1 матч         | 2 матч         | Место          | 1/8 финала | 1/4 финала | 1/2 финала | Финал | Итоговое место |
| ------------ | ------------------ | -------------- | -------------- | -------------- | ---------- | ---------- | ---------- | ----- | -------------- |
| мужчины      | Нилука Карунаратне | Группа         | Группа         | Группа         |            |            |            |       |                |
| мужчины      | Нилука Карунаратне |                |                |                |            |            |            |       |                |

### Водные виды спорта

#### Плавание
В следующий раунд на каждой дистанции проходят спортсмены, показавшие лучший результат, независимо от места, занятого в своём заплыве.
Мужчины
| Дистанция                 | Спортсмены       | Предварительный раунд | Предварительный раунд | Предварительный раунд | Полуфинал            | Полуфинал            | Полуфинал            | Финал                | Финал                |
| Дистанция                 | Спортсмены       | Заплыв                | Результат             | Место                 | Заплыв               | Результат            | Место                | Результат            | Место                |
| ------------------------- | ---------------- | --------------------- | --------------------- | --------------------- | -------------------- | -------------------- | -------------------- | -------------------- | -------------------- |
| 100 метров вольным стилем | Мэттью Абейсингх | 2                     | 50,96                 | 50                    | завершил выступление | завершил выступление | завершил выступление | завершил выступление | завершил выступление |

Женщины
| Дистанция           | Спортсмены   | Предварительный раунд | Предварительный раунд | Предварительный раунд | Полуфинал             | Полуфинал             | Полуфинал             | Финал                 | Финал                 |
| Дистанция           | Спортсмены   | Заплыв                | Результат             | Место                 | Заплыв                | Результат             | Место                 | Результат             | Место                 |
| ------------------- | ------------ | --------------------- | --------------------- | --------------------- | --------------------- | --------------------- | --------------------- | --------------------- | --------------------- |
| 100 метров на спине | Кимико Рахим | 2                     | 1:04,21               | 28                    | Завершила выступление | Завершила выступление | Завершила выступление | Завершила выступление | Завершила выступление |

### Дзюдо
Соревнования по дзюдо проводились по системе с выбыванием. В утешительные раунды попадали спортсмены, проигравшие полуфиналистам турнира. Два спортсмена, одержавших победу в утешительном раунде, в поединке за бронзу сражались с дзюдоистами, проигравшими в полуфинале.
Мужчины
| Категория | Спортсмены          | 1/32 финала        | 1/16 финала               | 1/8 финала                    | Четвертьфинал        | Полуфинал            | Финал                | Место |
| Категория | Спортсмены          | Соперник Результат | Соперник Результат        | Соперник Результат            | Соперник Результат   | Соперник Результат   | Соперник Результат   | Место |
| --------- | ------------------- | ------------------ | ------------------------- | ----------------------------- | -------------------- | -------------------- | -------------------- | ----- |
| до 73 кг  | Чхамара Репиялладже | не участвовал      | ASAБ. Уотерхаус В 101:000 | GEOЛ. Шавдатуашвили П 000:100 | завершил выступление | завершил выступление | завершил выступление | 9     |

### Лёгкая атлетика
Мужчины
Шоссейные дисциплины
| Дисциплина | Спортсмен      | Время | Место | Отставание |
| ---------- | -------------- | ----- | ----- | ---------- |
| марафон    | Анурадха Курэй |       |       |            |

Технические дисциплины
| Дисциплина    | Спортсмен        | Квалификация | Квалификация | Финал     | Финал |
| Дисциплина    | Спортсмен        | Результат    | Место        | Результат | Место |
| ------------- | ---------------- | ------------ | ------------ | --------- | ----- |
| метание копья | Сумеда Ранасинье |              |              |           |       |

Женщины
Шоссейные дисциплины
| Дисциплина | Спортсмен          | Время | Место | Отставание |
| ---------- | ------------------ | ----- | ----- | ---------- |
| марафон    | Нилука Раджасекара |       |       |            |

### Стрельба
В январе 2013 года Международная федерация спортивной стрельбы приняла новые правила проведения соревнований на 2013—2016 года, которые, в частности, изменили порядок проведения финалов. Во многих дисциплинах спортсмены, прошедшие в финал, теперь начинают решающий раунд без очков, набранных в квалификации, а финал проходит по системе с выбыванием. Также в финалах после каждого раунда стрельбы из дальнейшей борьбы выбывает спортсмен с наименьшим количеством баллов. В скоростном пистолете решающие поединки проходят по системе попал-промах. В стендовой стрельбе добавился полуфинальный раунд, где определяются по два участника финального матча и поединка за третье место.
Мужчины
| Соревнование                       | Спортсмены        | Квалификация | Квалификация | Полуфинал     | Полуфинал     | Финал                | Финал                |
| Соревнование                       | Спортсмены        | Результат    | Место        | Результат     | Место         | Соперник/ Результат  | Место                |
| ---------------------------------- | ----------------- | ------------ | ------------ | ------------- | ------------- | -------------------- | -------------------- |
| пневматическая винтовка, 10 метров | Мангала Самаракун | 589,6        | 50           | не проводится | не проводится | завершил выступление | завершил выступление |
| винтовка лёжа, 50 метров           | Мангала Самаракун |              |              | не проводится | не проводится |                      |                      |

### Тяжёлая атлетика
Каждый НОК самостоятельно выбирает категорию в которой выступит её тяжелоатлет. В рамках соревнований проводятся два упражнения — рывок и толчок. В каждом из упражнений спортсмену даётся 3 попытки. Победитель определяется по сумме двух упражнений. При равенстве результатов победа присуждается спортсмену, с меньшим собственным весом.
Мужчины
| Категория | Спортсмены         | Вес   | Рывок | Рывок | Рывок | Толчок | Толчок | Толчок | Всего | Место |
| Категория | Спортсмены         | Вес   | 1     | 2     | 3     | 1      | 2      | 3      | Всего | Место |
| --------- | ------------------ | ----- | ----- | ----- | ----- | ------ | ------ | ------ | ----- | ----- |
| до 62 кг  | Антон Судеш Пейрис | 62,00 | 120   | 120   | 120   | —      | —      | —      | DNF   | —     |